# Oficial de divisão
Um oficial de divisão (division officer: EUA; divisional officer: Reino Unido) comanda uma divisão de bordo de pessoal alistado e normalmente é o oficial de classificação mais baixa em sua cadeia de comando administrativa. O pessoal alistado a bordo dos navios de guerra da Marinha dos Estados Unidos é designado para uma divisão de acordo com suas responsabilidades a bordo. Pequenos departamentos de bordo podem ter uma única divisão na qual o chefe de departamento atua como oficial de divisão, enquanto departamentos maiores em navios maiores podem ter várias divisões com oficiais de divisão subordinados a um chefe de departamento. Os chefes de departamento se reportam ao comandante por meio do oficial executivo.